# Ciclobutadienă
Ciclobutadiena este o hidrocarbură extrem de instabilă având viața mai scurtă de cinci secunde în stare liberă. Formula chimică a ciclobutadienei este  C4H4. Compusul este un exemplu tipic de hidrocarbură antiaromatică cu 4 electroni π în ciclu. În România, Costin Nenițescu a căutat metode pentru sintetiza acest compus.